# Lacul Moraine
Lacul Moraine este un lac glaciar din Parcul Național Banff, fiind amplasat în Valea celor zece vârfuri. Acesta are o suprafață de 0.5Km².
Lacul Moraine este un lac alimentat cu glaciare din Parcul Național Banff, la 14 kilometri (8,7 mi) în afara cătunului Lake Louise, Alberta, Canada. Este situat în Valea celor zece vârfuri, la o altitudine de aproximativ 1.884 metri (6.181 ft). Lacul are o suprafață de 50 de hectare (120 de acri).
Lacul, fiind alimentat glaciar, nu atinge creasta decât la mijlocul până la sfârșitul lunii iunie. Când este plin, reflectă o nuanță distinctivă de albastru azur. Culoarea unică se datorează refracției luminii de pe făina de rocă depusă în lac în mod continuu de ghețarii din jur.
Drumul către Lacul Moraine este deschis doar în lunile de vară (iunie-septembrie). Din 2023, Parks Canada l-a închis pentru vehiculele personale pe tot parcursul anului, doar navetele sale, transportul public și operatorii comerciali au permis să acceseze drumul. De asemenea, vizitatorii pot merge cu bicicleta pe drum.

## Turism

### Trasee de drumeții
Zona din jurul lacului are mai multe trasee de mers pe jos/drumeții care sunt, din când în când, restricționate. Traseul cel mai frecvent parcurs de turiști este The Rockpile Trail, care este de-a lungul morenei actuale. Traseul are o lungime de aproximativ 300 de metri (980 ft), cu o schimbare de altitudine de 24 de metri (79 ft). Vederea lacului din vârful grămezii de stânci este una dintre cele mai fotografiate locații din toată Canada.  Acea vedere a munților din spatele lacului din Valea celor zece vârfuri este cunoscută sub numele de „Vedere de douăzeci de dolari”, deoarece Lacul Moraine a fost prezentat pe reversul emisiunilor din 1969 și 1979 ale bancnotei canadiane de douăzeci de dolari; vezi Scenes of Canada § nota de 20 USD. Zona se confruntă adesea cu aglomerație din cauza nivelului ridicat de turism.
De-a lungul aceluiași cap de traseu, începe traseul Consolation Lakes, care are aproximativ 3 kilometri lungime, cu o schimbare de altitudine de 90 de metri (300 ft). La atingerea Lacurilor Consolare, drumeții pot continua de-a lungul lacului superior, care nu este vizibil de la capătul lacului inferior. Nu există, totuși, un traseu marcat clar și poate fi adesea o luptă pe zone stâncoase mari.
Lângă docurile pentru canoe din Moraine Lake Lodge există un alt punct de plecare. Acest traseu este începutul a două trasee, dintre care unul se ramifică în patru trasee diferite - deci există în total cinci trasee care pornesc de la acel traseu (Moraine Lake Lakeshore Trail, Eiffel Lake, Wenkchemna Pass, Larch Valley, și Sentinel Pass). Harta Lake Louise & Yoho oferă informații despre aceste trasee.

### Trasee de alpinism
La  Neil Colgan Hut se poate ajunge în 8 până la 12 ore, urcând pe traseul Perren de la Lacul Moraine.

### Acces rutier
În 2023, Parks Canada a anunțat că vehiculele personale nu vor mai fi permise pe drumuri pe tot parcursul anului. Vizitatorii ar trebui să folosească navetele parcului, transportul public sau operatori comerciali înregistrați pentru a accesa lacul. Persoanele cu dizabilități sunt scutite dacă au permis, iar drumul este încă accesibil cu bicicleta și pe jos. Agenția a spus că mutarea a fost necesară deoarece parcarea nu a putut găzdui traficul în creștere, doar un „procent foarte mic” de mașini fiind permise pe șosea în 2022, iar restul trebuind să fie întors. De asemenea, a observat că nevoia de a întoarce atât de multe vehicule crea un pericol pentru siguranță, personalul fiind confruntat și hărțuit de vizitatori nemulțumiți.

### Apariții
Imaginea lacului Moraine este faimoasă și a apărut inclusiv pe verso-ul bancnotei canadiene de douăzeci de dolari emise între 1969 și 1979.
1. ↑  „Overwhelming crush of cars prompts Parks Canada to close Banff's Moraine Lake to personal vehicles”, The Globe and Mail (în engleză), 9 ianuarie 2023, accesat în 10 iulie 2023
2. ↑  Weddell, Peggy (1 ianuarie 1997). „Banff: A Rocky Mountain Treasure” (în engleză). Legion Magazine. Accesat în 10 iulie 2023.
3. ↑  „Bank of Canada - Bank Notes - Bank Note Series, 1935 to Present - 1969-1979 Series $20”. web.archive.org. 25 octombrie 2004. Arhivat din original la 25 octombrie 2004. Accesat în 10 iulie 2023.
4. ↑  „Luxury Banff Lodge in the Rocky Mountains” (în engleză). Moraine Lake Lodge. Accesat în 10 iulie 2023.
5. ↑  „Perren route to Neil Colgan Hut : Climbing, Hiking & Mountaineering : SummitPost”. www.summitpost.org. Accesat în 10 iulie 2023.
6. ↑  „Overwhelming crush of cars prompts Parks Canada to close Banff's Moraine Lake to personal vehicles”, The Globe and Mail (în engleză), 9 ianuarie 2023, accesat în 10 iulie 2023
7. ↑  „Bank of Canada -  Bank Notes  -  Bank Note Series, 1935 to Present - 1969-1979 Series $20”. www.bankofcanada.ca. Arhivat din original la 25 octombrie 2004. Accesat în 14 august 2025. line feed character în |titlu= la poziția 30 (ajutor)